# Buccellato di Lucca
Il Buccellato di Lucca è un tipico dolce lucchese che si degusta in qualsiasi periodo dell'anno, e in particolare durante le manifestazioni della Esaltazione della Santa Croce.  

## Generalità[1]
Il Buccellato di Lucca deriva il proprio nome dal latino buccella, ovvero boccone: per gli antichi romani il buccellatum era un pane rotondo formato da una corona di panini ovvero buccellae.
Anche il moderno Buccellato di Lucca, in origine, presentava infatti una forma a ciambella e veniva portato dai lucchesi sulle proprie mense come dolce domenicale recandolo inserito dalla mano all'altezza dell'avambraccio, dopo aver assistito alla Messa. Oggi si trova anche in forma dritta, più comoda al trasporto all'interno di un sacchetto.
Il Buccellato di Lucca è un dolce semplice, nato sulla nobilitazione del pane. Esternamente appare di un colore marrone scuro e lucido, derivante dalla spennellatura di uno strato di zucchero e uovo. Sul lato superiore il Buccellato presenta un leggero taglio che ne facilita la lievitatura. All'interno presenta una pasta dolce e morbida ricca di uva passa e anici.

## Ingredienti
Il Buccellato di Lucca non ha una ricetta riconosciuta, come accade spesso per i dolci appartenenti ad una tradizione locale, e ogni forno e pasticceria ritiene di custodirne il segreto per una perfetta riuscita.
Gli ingredienti tipici sono:
- farina
- zucchero
- lievito di birra
- latte
- uva passa
- semi di anice
- sale
- burro
- uova

## Consumazione
Esistono diverse maniere di consumare il Buccellato di Lucca. In primis il Buccellato è un dolce fresco e dunque può essere mangiato  a fette sorseggiando un buon bicchiere di vino, meglio se liquoroso.
Altri tipici accostamenti possono essere i seguenti: con panna fresca e fragole, panna e caffè o ricotta e rum.

## Curiosità
- Il Buccellato è il dolce tipico di Lucca, ma esiste anche un buccellato siciliano, con ingredienti diversi
- Un adagio lucchese recita "Chi viene a Lucca e non mangia il buccellato è come non ci fosse mai stato", sottolineando il legame storico di questo dolce con le tradizioni cittadine.